# Greer (Caroline du Sud)
Pour les articles homonymes, voir Greer.
Greer est une municipalité américaine située dans les comtés de Greenville et de Spartanburg en Caroline du Sud.
Dans la deuxième moitié du XIXe siècle, James Manning Greer cède une partie de sa ferme, Blakely Place, pour la construction du chemin de fer et d'une gare. Une ville se développe autour de la gare (Greer's Depot). Elle devient une municipalité après un référendum en date du 25 mars 1876.
Selon le recensement de 2010, sa population est de 25 515 habitants, dont 18 635 dans le comté de Greenville. La municipalité s'étend alors sur une superficie de 22,72 milles carrés (58,84 km2), dont 2,09 milles carrés (5,41 km2) d'étendues, majoritairement là aussi dans le comté de Greenville : 12,85 milles carrés (33,28 km2).

## Démographie
| 1880 | 1890 | 1900 | 1910  | 1920  | 1930  |
| ---- | ---- | ---- | ----- | ----- | ----- |
| 97   | 320  | 648  | 1 673 | 2 292 | 2 419 |

| 1940  | 1950  | 1960  | 1970   | 1980   | 1990   |
| ----- | ----- | ----- | ------ | ------ | ------ |
| 2 940 | 5 050 | 8 967 | 10 642 | 10 525 | 10 322 |

| 2000   | 2010   | - | - | - | - |
| ------ | ------ | - | - | - | - |
| 16 843 | 25 515 | - | - | - | - |